# NGC 5017
NGC 5017 este o galaxie eliptică situată în constelația Fecioara. A fost descoperită în 7 mai 1787 de către William Herschel. Se află la o distanță de 32,36 de megaparseci de Pământ.